# Zhou Suying
Zhou Suying (en chino: 周 素英; 8 de diciembre de 1960) es una deportista china que compitió en ciclismo en la modalidad de pista. Ganó una medalla de bronce en el Campeonato Mundial de Ciclismo en Pista de 1984, en la prueba de velocidad individual.
Participó en los Juegos Olímpicos de Seúl 1988, ocupando el sexto lugar en la misma prueba.

## Medallero internacional
| Campeonato Mundial | Campeonato Mundial | Campeonato Mundial | Campeonato Mundial   |
| Año                | Lugar              | Medalla            | Competición          |
| ------------------ | ------------------ | ------------------ | -------------------- |
| 1984               | Barcelona (España) | Medalla de bronce  | Velocidad individual |